# Magny-lès-Villers
Magny-lès-Villers är en kommun i departementet Côte-d'Or i regionen Bourgogne-Franche-Comté i östra Frankrike. Kommunen ligger i kantonen Nuits-Saint-Georges som tillhör arrondissementet Beaune. År 2022 hade Magny-lès-Villers 233 invånare.

## Befolkningsutveckling
Antalet invånare i kommunen Magny-lès-Villers
Referens:INSEE